# Adolfo López Armán
Adolfo López Armán (Zamora, 1883- Oviedo, 1980) fue un fotógrafo y pintor español, que desarrolló su profesión en el Principado de Asturias a partir de la década de los años treinta. Entre su obra destacan las series dedicadas a la Revolución de octubre de 1934, la guerra civil española y la construcción del complejo siderúrgico de ENSIDESA en Avilés.

## Biografía
Su abuelo, Sixto Álvarez Armán fue uno de los pioneros de la psiquiatría en Asturias y director del psiquiátrico de Santa Rita, en Colloto. Se trasladó de niño a Oviedo con su familia, pues su padre fue nombrado oficial del Banco de España en la delegación de la capital asturiana. En Oviedo, su madre abriría una tienda de modas. De joven, residió en Nueva York, Londres, París, Perú y Chile. Llegó a hablar cuatro idiomas. Como fotógrafo, plasmó la Revolución de 1934 y la guerra civil española en Asturias. La sala El Café Español, de Oviedo, organizó en 1996 una exposición de su obra gráfica, con el título Imágenes de una memoria en blanco y negro, que mostraba escenas costumbristas del pasado ovetense. Aparte de Oviedo, de 1954 a 1960 plasmó las fases de construcción de la Empresa Nacional Siderúrgica, S.A. (Ensidesa), uno de los establecimientos industriales más importantes del país durante el régimen franquista. En los miles de fotografías realizadas también se incluyen las relativas a la vida social de los trabajadores de la Empresa, entre las que destacan las del poblado de Llaranes. Este fondo fotográfico se custodia en el Archivo Histórico de Asturias.
Armán se inició en la pintura de forma autodidacta, y comenzó realizando paisajes y retratos. Fue copista en el Museo del Prado. El Museo de Bellas Artes de Asturias muestra su obra Desembocadura del Nalón.
También fue un notable estudioso de la música, conociendo la obra de Juan Sebastián Bach, Isaac Albéniz o Ferran Sors. Efectuó varios arreglos de partituras y llegó a registrar dos patentes, habiendo introducido modificaciones en un modelo de guitarra en 1955. Su hija donó en 2010 al Ayuntamiento de Oviedo el archivo gráfico de su padre, uno de los fondos fotográficos más importantes de Asturias, la Colección Armán.